# 柏林嘴古城遗址
柏林嘴古城遗址，位于中国青海省湟源县寺寨乡上寨村，为青海省市县级文物保护单位，公布日期为2000年10月18日，类型为古遗址。
柏林嘴古城遗址的历史年代为唐。